# Sengkuang (Mulak Ulu)
Sengkuang is een bestuurslaag in het regentschap Lahat van de provincie Zuid-Sumatra, Indonesië. Sengkuang telt 204 inwoners (volkstelling 2010).